# Asoka – Der Weg des Kriegers
Asoka – Der Weg des Kriegers (Hindi: अशोका, Aśokā) ist ein indischer Historienfilm von Santosh Sivan aus dem Jahr 2001, der Anleihen aus dem Leben des Königs Ashoka nimmt. Der Film wurde dreimal ins Deutsche synchronisiert.

## Handlung
Der Film erzählt die Geschichte von König Asoka, der im 3. Jahrhundert v. Chr. lebte. Asokas Vater, der König von Magadha, hat verschiedene Söhne von verschiedenen Frauen. Seine Lieblingsfrau ist „Queen“ und ihr Sohn Susima der wahrscheinliche Anwärter auf den Thron. Susima trachtet nach Asokas Leben, woraufhin Asokas Mutter ein Schweigegelübde ablegt, damit Asoka fortgeht, um vor seinem Bruder sicher zu sein.
Auf seiner Reise begegnet Asoka Kaurwaki, einer Prinzessin aus dem Königreich Kalinga, die zusammen mit ihrem kleinen Bruder Arya auf der Flucht ist. Die Eltern der beiden wurden heimtückisch ermordet und die beiden wurden von einem General der Armee Kalingas in Sicherheit gebracht. Besonders hinter Arya ist man her, da er der neue Herrscher von Kalinga ist.
Asoka verliebt sich in Kaurwaki und schließt Freundschaft mit dem kleinen Arya. Er nennt sich Pavan (Der Wind) und gibt sich als einfacher Soldat der Magadha-Armee aus.
Als Kaurwaki erfährt, dass sie als Baby adoptiert wurde und gar keine Prinzessin ist, beschließt Pavan alias Asoka sie zu heiraten und sie somit - ohne ihr Wissen - wieder zu einer Prinzessin zu machen. Nach der Hochzeit erfährt Asoka, dass seine Mutter krank ist und er lässt Kaurwaki und Arya zurück, verspricht aber in zwei Tagen zurück zu sein.
Als Pavan fort ist, geraten Kaurwaki und Arya in Bedrängnis. Um die beiden zu schützen, geben sich eine Frau und ihr Sohn als die beiden aus und werden sofort umgebracht.
Asoka kehrt zurück und erfährt, dass die beiden ermordet wurden. Er fängt an, wieder für seinen Vater, den König, in den Krieg zu ziehen, um das Magadha-Imperium zu vergrößern. Dabei zeigt er keinerlei Erbarmen und macht erstmals Fehler. Er wird so schwer verwundet, dass er in einem buddhistischen Tempel gesund gepflegt werden muss, aber durch den Verlust seiner großen Liebe hat er seinen Überlebenswillen verloren. Trotzdem überlebt er dank der Pflege der Buddhistin Devi. Als diese ihn vor einem Angreifer rettet und voller Blut auf ihrer eigenen Hochzeit erscheint, weist ihr Verlobter sie zurück. Aus Dankbarkeit und um ihre Ehre zu retten, heiratet Asoka Devi.
Trotz seiner wiederhergestellten körperlichen Gesundheit steckt sehr viel Wut und Hass in ihm.
Mit seiner neuen Gemahlin kehrt er nach Hause zurück, doch dort gerät er wieder mit seinem Bruder Susima aneinander. Dieser provoziert Asoka, ihn umzubringen, da das der einzige Weg wäre, den Thron zu besteigen. Asoka zögert und dreht sich um. Susima wird von einem Speer getroffen, welcher von Asokas Freund geschleudert wird, da Susima Asoka von hinten niederstechen wollte.
Der König stirbt und Asoka wird zum neuen Herrscher, zieht wieder in den Krieg und metzelt dabei alles nieder, was ihm in den Weg kommt.
Devi flieht vor Asoka, da sie seine Grausamkeit nicht mehr ertragen kann, obwohl sie schwanger ist. Zwar erfährt Asoka noch von der Geburt seiner Zwillinge, einem Sohn und einer Tochter, doch erfährt er nicht, wo sie sich aufhalten.
Zwischenzeitlich sind Kaurwaki und Arya wieder in Kalinga und Arya ist der neue junge Herrscher.
Die beiden hoffen immer noch, dass Pavan zu ihnen zurückkehrt. Sie ahnen nicht, dass er die beiden für tot hält und als König Asoka dabei ist, Kalinga anzugreifen.
Erst nach der Schlacht von Kalinga, die auf beiden Seiten Tausende von Toten forderte, erfährt Asoka, dass Kaurwaki noch lebt. Er macht sich auf die Suche nach ihr und erkennt erst dann, was er eigentlich angerichtet hat. Entsetzt über sich selbst, sucht er sie zwischen den Toten auf dem Schlachtfeld. Auch Arya macht sich auf die Suche nach Kaurwaki.
Doch nicht Asoka findet sie, sie findet ihn. Als er sich ihr nähert, stößt sie ihn mit einem Dolch zurück und schwört unter Tränen, dass er erst gesiegt habe, wenn er sie getötet habe. Asoka bricht zusammen und bittet verzweifelt um Vergebung. Zwischen den beiden kommt es zu einem tränenreichen Gespräch, bis sie sich gegenseitig ihre immer noch währende Liebe gestehen und sich fest umarmen.
Arya, der auf der Suche nach Kaurwaki war, freut sich Pavan bei ihr zu finden, ist aber traurig, dass Asoka ihm sein ganzes Land gestohlen hat und Pavan so lange weg war. Asoka verspricht, dass niemand ihm sein Land stehlen kann und er niemals wieder weggehen wird. Arya freut sich und mit dem Namen „Pavan“ auf den Lippen bricht er plötzlich zusammen. In seinem Rücken stecken drei Pfeile. Asoka rennt zu ihm und erzählt weinend seine Geschichte zu Ende, die er ihm vor langer Zeit angefangen hatte zu erzählen. Danach stirbt Arya.
… Asoka wirft sein Schwert in einen reißenden Fluss …
… Asoka, der nun sein Volk mit Frieden regiert, sein Sohn und seine Tochter verbreiten bis Ägypten die Lehre des Buddhismus …

## Hintergrund
Trotz seines erbarmungslosen Feldzuges gilt Ashoka in Indien als Held, was daran liegt, dass er am Ende seinen Fehler erkennt und sich zum Buddhismus bekennt. Ein derart episches Drama, das ca. 300 v. Chr. spielt, ist für das indische Kino in dieser Form selten. Historische Fakten bilden jedoch nicht mehr als den Hintergrund, in den die Liebesgeschichte eingebettet ist.

## Synchronisation
Für das Dialogbuch und die Dialogregie war Horst Geisler im Auftrag der Bavaria Synchron zuständig.
| Darsteller           | Deutscher Sprecher  | Rolle                |
| -------------------- | ------------------- | -------------------- |
| Shah Rukh Khan       | Pascal Breuer       | Asoka                |
| Karan Dewani         | Kevin Iannotta      | Asoka (jung)         |
| Kareena Kapoor       | Shandra Schadt      | Kaurwaki             |
| Danny Denzongpa      | Kai Taschner        | Virat                |
| Rahul Dev            | Florian Halm        | Bheema               |
| Hrishitaa Bhatt      | Andrea Wick         | Devi                 |
| Suraj Balaje         | Maximilian Belle    | Arya                 |
| Shilpa Mehta         | Hannelore Gray      | Königin              |
| Ajith Kumar          | Crock Krumbiegel    | Susima               |
| Mithilesh Chaturvedi | Walter von Hauff    | Kalinga Minister     |
| Krishnan             | Jakob Riedl         | Attentäter           |
| Raghuvir Yadav       | Tobias Lelle        | Soldaten von Magadha |
| Johnny Lever         | Claus Brockmeyer    | Soldaten von Magadha |
| Gerson Da Cunha      | Ulf J. Söhmisch     | König Bindusara      |
| Yogesh Sharma        | Josef Vossenkuhl    | Bauern               |
| Nissar               | Andreas Borcherding | Bauern               |
| Arun Singh           | Torsten Münchow     | Bauern               |
| Jitendra Shriamali   | Torsten Münchow     | Milchmann            |
| Subhashini Ali       | Marion Hartmann     | Dharma               |
| Vineet Sharma        | Oliver Mink         | Sugratra             |
| C.L. Gurnani         | Gerd Rigauer        | Pandit               |
| Suresh Oberoi        | Joachim Höppner     | Erzähler (Stimme)    |

## Auszeichnungen
- 2002: International Indian Film Academy Award in der Kategorie: Beste Kamera
- 2002: Filmfare Award in der Kategorie: Beste Kamera
- 2002: Bollywood Movie Award in der Kategorie: Beste Kamera

## Kritiken
„Schauprächtiges Bollywood-Epos mit bildgewaltigem Schlachtenpanorama, das die historische Geschichte mit den genreüblichen Tanz- und Gesangseinlagen aufwertet.“